# Fotogramas
Fotogramas és una revista espanyola de cinema de periodicitat mensual. El seu primer número va aparèixer el 15 de novembre de 1946 de la mà del matrimoni format per Antonio Nadal-Rodó i María Fernanda Gañán. La filla d'aquests, la Elisenda Nadal Gañán, va agafar el relleu, modernitzant la revista i convertint-la en referent de les revistes del ram. El 1988 el grup Hachette n'esdevingué propietari, tot i que no n'afectà el format ni la idiosincràsia de la publicació. El fill de l'Elisenda Nadal, el Toni Ulled Nadal, n'esdevingué el director el 2007. Des de 2011 forma part del conglomerat editorial Hearst Magazines que compta amb publicacions com ara Car & Driver, Diez minutos, ELLE, Quo, Supertele o TP, entre d'altres. La seu de la revista va ser a Barcelona des de la seva fundació fins al 2018 (és a dir, uns 71 anys), quan Hearst desmantella la redacció de Barcelona i ho trasllada a Madrid, amb nou equip.
La versió normal (30 cm x 22,5 cm) costa 3 euros mentre que el preu de la versió reduïda (22 cm x 17 cm) és d'1,90 euros.

## Història
Fotogramas va ser fundada al carrer Tallers de Barcelona per Antonio Nadal-Rodó i María Fernanda Gañán el 15 de novembre de 1946. Nadal-Rodó va ser propietari del cinema Maryland de Barcelona i redactor de crítica cinematogràfica en El Correo Catalán i Radio Nacional, professió que va abandonar quan el 1939 va passar a convertir-se cap de publicitat de la Metro-Goldwyn-Mayer en la seva delegació a la ciutat Comtal. D'aparició quinzenal i amb un preu de cinc pessetes, el número 1 va estar dedicat a la parella formada per Myrna Loy i Don Ameche amb relació a l'estrena de la pel·lícula Así es mi amor (So Goes My Love). Entre els primers membres de l'equip es trobaven el crític Horaci Sáenz Guerrero, que després dirigiria La Vanguardia; l'entrevistador i caricaturista Manuel del Arco Álvarez, Josep Palao o Jaime Arias, que seria sotsdirector de La Vanguardia.

### 1950
La publicació va mantenir la seva periodicitat quinzenal fins al 1950, moment en què va passar a ser setmanal. Aquest mateix any es van crear els premis de la revista, les 'Placas de San Juan Bosco' (patró del cinema), precursors dels actuals Fotogramas de Plata. Les seves estatuetes van ser esculpides per Javier Corberó i José Luis Pascual. Aquest any apareixeria una de les seccions més conegudes de la publicació, el Consultorio de Mr. Belvedere, que va iniciar Luis G. de Blain.

### 1960
En 1962, Elisenda Nadal, la filla dels fundadors ocupa el lloc de sotsdirectora i la revista comença a marcar el seu estil actual. Entre el seu planter de col·laboradors es troben noms com els de Jorge Fiestas, Ricard Muñoz Suay, Oriana Fallaci o Sheilah Graham, columnista estrella de Hollywood. La televisió, que ja començava a formar part de les llars espanyoles, comptarà amb la seva pròpia secció en la revista. Entre les publicacions de referència d'Elisenda Nadal es troben revistes com Interviú, d'Andy Warhol i After Dark.
Impulsada per la necessitat de conèixer les tendències cinematogràfiques de tot el globus, la ja directora de la publicació porta de cadascun dels seus viatges idees que incorporarà en la revista que en 1968 passarà a costar 10 pessetes. En aquesta època escriuran periodistes com Josep Lluís Guarner, que farà la crítica televisiva, Luis Gasca (Sadko) a càrrec de la fotonovel·la i còmic, Enrique Vila-Matas, del cinema més innovador, Terenci Moix amb la sèrie Sólo para amantes de los mitos, Rosa Montero, Maruja Torres, etc…

### 1970
En els anys 70 la revista canvia d'ubicació per instal·lar-se en La Rambla i entren en plantilla noms com el Perich, Joan de Sagarra (crítica teatral), Àngel Casas, o Lola Salvador. Apareixeran noves seccions com Snobismo, El Túnel del Tiempo o el Film-Trola. Fotogramas deixa de parlar exclusivament de cinema per fer-ho també de tendències, llibres, música, i humor.
En 1975, la revista serà segrestada per un reportatge titulat «Quién es quién en la censura española», i haurà de lluitar contra la censura per culpa d'unes fotografies de Nadiuska nua i per unes imatges d'Ana Belén i Víctor Manuel a Mèxic amb una bandera republicana.

### 1980
El 7 de maig de 1980 la revista deixa de publicar-se sense previ avís a causa de les seves baixes vendes una vegada finalitzada la febre del "destape" però reapareixerà nou mesos després, l'11 de febrer de 1981, i a partir de juliol passarà a tenir una periodicitat mensual amb un cost de 85 pessetes.
L'arribada del vídeo provoca que la capçalera passi a anomenar-se Fotogramas & Vídeo l'any 1983. A la fi d'aquesta mateixa dècada el grup Hachette es fa amb el paquet majoritari de la revista, però l'adquisició no afectarà l'estructura dels seus continguts.

### 1990
Les vendes de la revista aconsegueixen el seu punt àlgid en la dècada dels 90 amb la venda de 150.000 exemplars mensuals. En 1994 TVE retransmet els premis de la revista, Fotogramas de Plata, aconseguint 4,5 milions d'espectadors.

### 2000
Igual que va ocórrer amb el vídeo, l'any 2000 la revista llança un suplement on explica les virtuts del DVD i substitueix la paraula vídeo per DVD en la seva capçalera (maig de 2005). Aquest mateix any inaugura el festival Fotogramas en corto, ideat per Jesús Ulled Nadal, un dels fills d'Elisenda Nadal.
En 2007 Toni Ulled Nadal es converteix en el director de la publicació.

### 2010
Des de 2011 la multinacional Hearst Magazines esdevé propietària de la publicació.
El 2018, Hearst desmantella la seu de Barcelona i trasllada tot a Madrid, amb un nou equip.

## Seccions

### La firma invitada
Article d'una pàgina on personalitats vinculades amb el món del cinema escriuen sobre un tema d'actualitat relacionat amb la indústria.

### Crítiques
Secció on col·laboradors i redactors puntuen les estrenes del mes. Les qualificacions van d'1 a 5 estrelles sense unitats mitjanes. Les seves equivalències són: * (Allá usted); ** (Se deja ver); *** (No lo lamentará), **** (No se la pierda) i ***** (Obra maestra). La pel·lícula més destacada del mes sol ocupar una pàgina completa amb foto de mida gran. Totes les crítiques contenen un espai on els redactors comenten en una frase el millor i el pitjor del film així com el target adequat de la pel·lícula. La secció conté al seu torn dues subseccions: en la primera, titulada La polémica del mes, dos crítics plasmen la seva opinió enfrentada sobre una mateixa pel·lícula mentre que en la segona, La opinión de nuestros críticos es pot veure en una taula la puntuació que atorguen cadascun dels crítics de la revista a les pel·lícules en cartell.

### Cinefilia
Conté diverses subseccions, la primera d'elles, Protagonista, s'encarrega d'una breu entrevista a una de les estrelles que estrenen pel·lícula el mes de publicació; Rostros en el punto de mira pretén donar a conèixer als artistes més destacats del moment; Preguntas sin respuesta, en la qual es realitzen una sèrie de preguntes que els espectadors poden fer-se durant d'esdevenir de les pel·lícules recentment estrenades; Fahrenehit 451 on un termòmetre mesura amb adjectius les notícies més impactants vinculades amb el món del cinema, televisió o de la cultura en general; El diario de la redacción en la qual es repassa a manera d'agenda les notícies més curioses esdevingudes a nivell internacional i nacional al món del cinema i com aquestes afecten en esdevenir de la Redacció; Qué película la de aquel rodaje, on un actor explica anècdotes sobre alguna pel·lícula en la qual hagi intervingut; Parecidos razonables, on els lectors envien imatges de les semblances físiques entre actors i famosos d'altres sectors de la vida pública; Zona caliente, on apareixen captures de pel·lícules o sèries on hi hagi algun tipus de nu. Los híbridos de Carlös, en la qual Carlos Areces combina dos títols de pel·lícules per fer la caricatura d'un hipotètic pòster, Los mil rostros de… es poden veure els canvis d'aspecte d'actors i actrius en papers on han estat caracteritzats; Quiz, qüestionari destinat als més cinèfils on es fa una pregunta amb 5 respostes possibles, Cocktail de famosos, al més pur estil tafaneria repassa les aventures i desventures de la vida privada d'actors i actrius i finalment el longeu Consultorio de Mr. Belvedere, on un crític (anònim) contesta les cartes dels lectors sobre les estrenes del mes o qualsevol qüestió cinematogràfica. Les noves tecnologies també han arribat a la revista incorporant els tweets més destacats de gent de cinema.

### News Nacionales
Explica tot el que està ocorrent en el panorama cinematogràfic espanyol amb entrevistes, petites notícies i reportatges vinculats a ell.

### News Internacionales
A l'estil que les nacionals, en aquesta ocasió també incorpora la recaptació de la taquilla dels EUA i la secció The End, en homenatge a les estrelles internacionals mortes.
El pes central de la revista ho ocupen reportatges relacionats amb les estrenes del mes que de vegades van acompanyats d'entrevistes als actors i actrius d'aquestes.

### Cine en casa
S'encarrega de comentar les estrenes en DVD i Blu-ray del mes, així com de les plataformes digitals. Aquesta mateixa secció també dedica espai a petites crítiques de bandes sonores, llibres i fins i tot videojocs. Dins d'aquesta secció l'apartat Todo de Tele s'encarrega de parlar de sèries internacionals i nacionals i també es pot llegir la secció El cazador de imágenes en la qual Ramón Colom comenta sobre alguna cosa relacionat amb el món de la televisió.

### Fotogramas Flashback
Un repàs als continguts d'un número determinat de la publicació, en general relacionat amb els seus primers anys de vida.

## Equip
- Director: Toni Ulled Nadal.
- Redactors en Cap: Paula Ponga & Pere Vall.
- Redacció: Philipp Engel, Àlex Montoya, Sergi Rodríguez, Roger Salvans.
- Directora d'Art: Montserrat Planas.
- Cap de Departament: Vicenç Autonell, Carolina Rodríguez.
- Fotogramas.es: Redactor en Cap: Carlos Alonso.
- Col·laboradors habituals: Dario Adanti, Anacronic, Richard Archer, Carlos Areces, Mr. Belvedere, David Broc, Pedro Calleja, Gearard A. Cassadó, Ramón Colom Esmetges, Jordi Costa, Fausto Fernández, Desireé de Fez, Jaume Figueras, Boris Izaguirre Cándido Mirón, Sergi Pàmies, Juan Pando…
- 'Corresponsals: Maria Bernal (Los Angeles, Jonathan Crocker (Londres), Karl Rozemeyer (Nova York), Joe Utichi (Londres), Álex Vicente (París), James White (Los Angeles).
- Crítica: Ricardo Aldarondo, Jordi Batlle, David Broc, Noel Ceballos, Jordi Costa, Fausto Fernández, Desirée de Fez, Jesús Palacios, Joan Pons, Sergi Sánchez, Mirito Torreiro, Antonio Trashorras, Pere Vall, Núria Vidal, Manu Yánez Murillo.

## Mitjana, tirada i difusió (OJD)
| Període                    | Tirada  | Difusió |
| -------------------------- | ------- | ------- |
| Gener 2010 / Desembre 2010 | 160.554 | 91.856  |
| Juliol 2010 / Juny 2011    | 151.608 | 85.419  |
| Gener 2011 / Desembre 2011 | 136.025 | 80.365  |